# Камберланд (Индијана)
Камберланд (енгл. Cumberland) град је у америчкој савезној држави Индијана.

## Демографија
По попису из 2010. године број становника је 5.169, што је 331 (-6,0%) становника мање него 2000. године.
| Група             | 2000.         | 2010.         |
| Белци             | 4.642 (84,4%) | 3.885 (75,2%) |
| Афроамериканци    | 581 (10,6%)   | 869 (16,8%)   |
| Азијати           | 97 (1,8%)     | 47 (0,9%)     |
| Хиспаноамериканци | 80 (1,5%)     | 272 (5,3%)    |
| Укупно            | 5.500         | 5.169         |